# Saint-Privat-de-Champclos
 (février 2009).
Si vous disposez d'ouvrages ou d'articles de référence ou si vous connaissez des sites web de qualité traitant du thème abordé ici, merci de compléter l'article en donnant les références utiles à sa vérifiabilité et en les liant à la section « Notes et références ».
Pour les articles homonymes, voir Saint-Privat.
Saint-Privat-de-Champclos est une commune française située dans le nord-est du département du Gard, en région Occitanie.
Exposée à un climat méditerranéen, elle est drainée par la Cèze, le ruisseau de Roméjac, le ruisseau de Malaygue. La commune possède un patrimoine naturel remarquable : deux sites Natura 2000 (« la Cèze et ses gorges » et les « garrigues de Lussan ») et trois zones naturelles d'intérêt écologique, faunistique et floristique.
Saint-Privat-de-Champclos est une commune rurale qui compte 336 habitants en 2022, après avoir connu une forte hausse de la population depuis 1968. Ses habitants sont appelés les Saint-Privatois ou  Saint-Privatoises.

## Géographie
|                                   | Barjac                    |          |
| Saint-Jean-de-Maruéjols-et-Avéjan | Saint-Privat-de-Champclos | Montclus |
| Tharaux                           | Méjannes-le-Clap          |          |

Située dans le Gard Provençal à la limite nord du département, la commune est sise dans des collines calcaires à une altitude moyenne de 180 m. Le paysage est très vallonné et est traversé par les gorges de la Cèze. Les collines laissent place à l'ouest à une plaine. Du village, on peut observer à 360° les Cévennes, le Massif central ainsi que le mont Ventoux. Le village est aux confins des Cévennes dans le Gard rhodanien.

### Hameaux
La commune de Saint-Privat-de-Champclos se compose de dix hameaux. La plupart des hameaux ont une chapelle, un cimetière, un puits, un lavoir ou un four à pain.
Cavène
Le hameau de Cavène comporte une chapelle (Notre-Dame des Lumières) et son cimetière ainsi que 8 habitations. La mairie a réhabilité le presbytère en 2007-2008 pour en faire un logement. De plus, les habitants fleurissent le village ce qui en fait une véritable carte postale.
Cabiac
Cabiac constitue le plus grand hameau en termes de bâti, il se compose de près de 50 maisons. C'est également un lieu de villégiature pour Stéphane Sarrazin et Jofroi, auteur, compositeur et interprète belge. Le nom du hameau viendrait de la famille de Cabiac dont les descendants vivent à Russargues et aux États-Unis.
Russargues
Russargues est le second hameau en superficie. Il compte une quarantaine de maisons.
Longtemps rattaché à la commune de Barjac, il est aujourd'hui la limite nord-ouest de la commune.
Le Serras
La création de ce hameau est récente. La municipalité y a fait construire des logements sociaux. Il compte également quelques villas et résidences secondaires.
Vivantony
Ce hameau est composé de deux anciennes fermes et d'une dizaine de villas. Une carrière de pierres pour le bâtiment y était jadis exploitée, aujourd'hui on peut encore voir les bureaux de la carrière récemment réhabilités en logement. La chapelle Saint-Sébastien est située à proximité.
Le Mas
C'est le hameau où vit la majorité de la population de la commune. On y trouve un camping appelé "Le Clos des Capitelles référence aux nombreuses cabanes de bergers. Le hameau est entouré de champs de lavande et de tournesol. Le four à pain du village se situe dans la rue principale et l'une des maisons était l'ancienne perception au Moyen Âge. C'est la limite sud de la commune.
Les Taulelles
Les Taulelles est un hameau jouxtant Signargues et qui est situé au centre de la commune. Il accueille de nombreuses résidences secondaires. On y trouve l'ancienne cave coopérative construite à partir de 1890.
Signargues
Signargues est le hameau où se trouve la mairie, l'office de tourisme, la salle des fêtes et le garage automobile. "Cœur" de la commune, on y trouve bibliothèque et borne interactive pour les touristes de passage.
Lende
C'est le plus excentré des hameaux de la commune.
Il n'y a pas d'orthographe fixe pour écrire son nom. Ainsi, il est possible de le voir écrit L'Inde, Landes ou encore Lende (option retenue par la DDE).
Saint-Privat
C'est le hameau le plus élevé. Il donne son nom à la commune et on y trouve la plus grande église du village, un four à pain ainsi que deux restaurants. Il est entouré de champs de lavande.

### Climat
Pour des articles plus généraux, voir Climat de l'Occitanie et Climat du Gard.
En 2010, le climat de la commune est de type climat méditerranéen franc, selon une étude s'appuyant sur une série de données couvrant la période 1971-2000. En 2020, Météo-France publie une typologie des climats de la France métropolitaine dans laquelle la commune est dans une zone de transition entre le climat de montagne et le climat méditerranéen et est dans la région climatique Provence, Languedoc-Roussillon, caractérisée par une pluviométrie faible en été, un très bon ensoleillement (2 600 h/an), un été chaud (21,5 °C), un air très sec en été, sec en toutes saisons, des vents forts (fréquence de 40 à 50 % de vents > 5 m/s) et peu de brouillards.
Pour la période 1971-2000, la température annuelle moyenne est de 13 °C, avec une amplitude thermique annuelle de 17,8 °C. Le cumul annuel moyen de précipitations est de 1 005 mm, avec 6,5 jours de précipitations en janvier et 3,6 jours en juillet. Pour la période 1991-2020, la température moyenne annuelle observée sur la station météorologique la plus proche, située sur la commune de Montclus à 6 km à vol d'oiseau, est de 13,7 °C et le cumul annuel moyen de précipitations est de 951,2 mm,. Pour l'avenir, les paramètres climatiques de la commune estimés pour 2050 selon différents scénarios d’émission de gaz à effet de serre sont consultables sur un site dédié publié par Météo-France en novembre 2022.

### Milieux naturels et biodiversité

#### Réseau Natura 2000

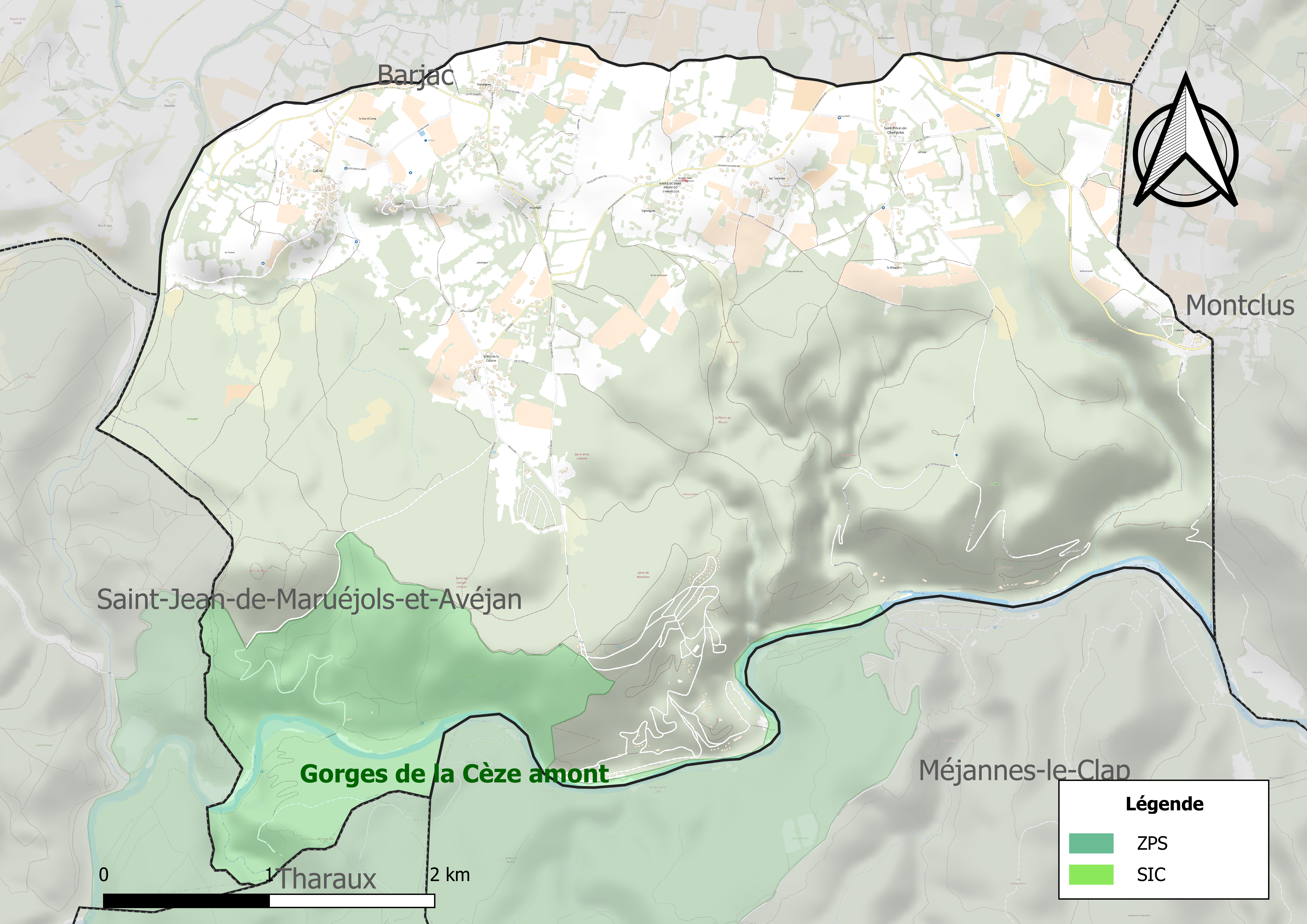
Site Natura 2000 sur le territoire communal.

Le réseau Natura 2000 est un réseau écologique européen de sites naturels d'intérêt écologique élaboré à partir des directives habitats et oiseaux, constitué de zones spéciales de conservation (ZSC) et de zones de protection spéciale (ZPS).
Un site Natura 2000 a été défini sur la commune au titre de la directive habitats :
- « la Cèze et ses gorges », d'une superficie de 3 550 ha, un territoire dont les principaux habitats naturels sont des formations méditerranéennes (Asplenion, Quercion ilicis) dans les gorges, avec notamment des descentes remarquables d'espèces montagnardes[10]

et un au titre de la directive oiseaux : 
- les « garrigues de Lussan », d'une superficie de 29 150 ha. Ce site abritait en 1999 un site de nidfication d'un couple de vautour percnoptère. Ce site constitue  un lien essentiel dans la petite population méditerranéenne résiduelle du Sud-Est de la France (comprenant une vingtaine de couples seulement), situé entre les noyaux d'Ardèche et Drôme-Isère, au nord, des gorges du Gardon, au sud, du Lubéron et des Alpilles, à l'est, du haut montpelliérais et des Gorges Tarn-Jonte[11].

#### Zones naturelles d'intérêt écologique, faunistique et floristique
L’inventaire des zones naturelles d'intérêt écologique, faunistique et floristique (ZNIEFF) a pour objectif de réaliser une couverture des zones les plus intéressantes sur le plan écologique, essentiellement dans la perspective d’améliorer la connaissance du patrimoine naturel national et de fournir aux différents décideurs un outil d’aide à la prise en compte de l’environnement dans l’aménagement du territoire.
Une ZNIEFF de type 1 est recensée sur la commune :
les « gorges de la Cèze amont » (486 ha), couvrant 4 communes du département et deux ZNIEFF de type 2, : 
- les « gorges de la Cèze » (2 609 ha), couvrant 7 communes du département[14] ;
- les « plateaux calcaires méridionaux du Bas Vivarais » (8 289 ha), couvrant 7 communes du département[15].

Carte des ZNIEFF de type 1 et 2 à Saint-Privat-de-Champclos.
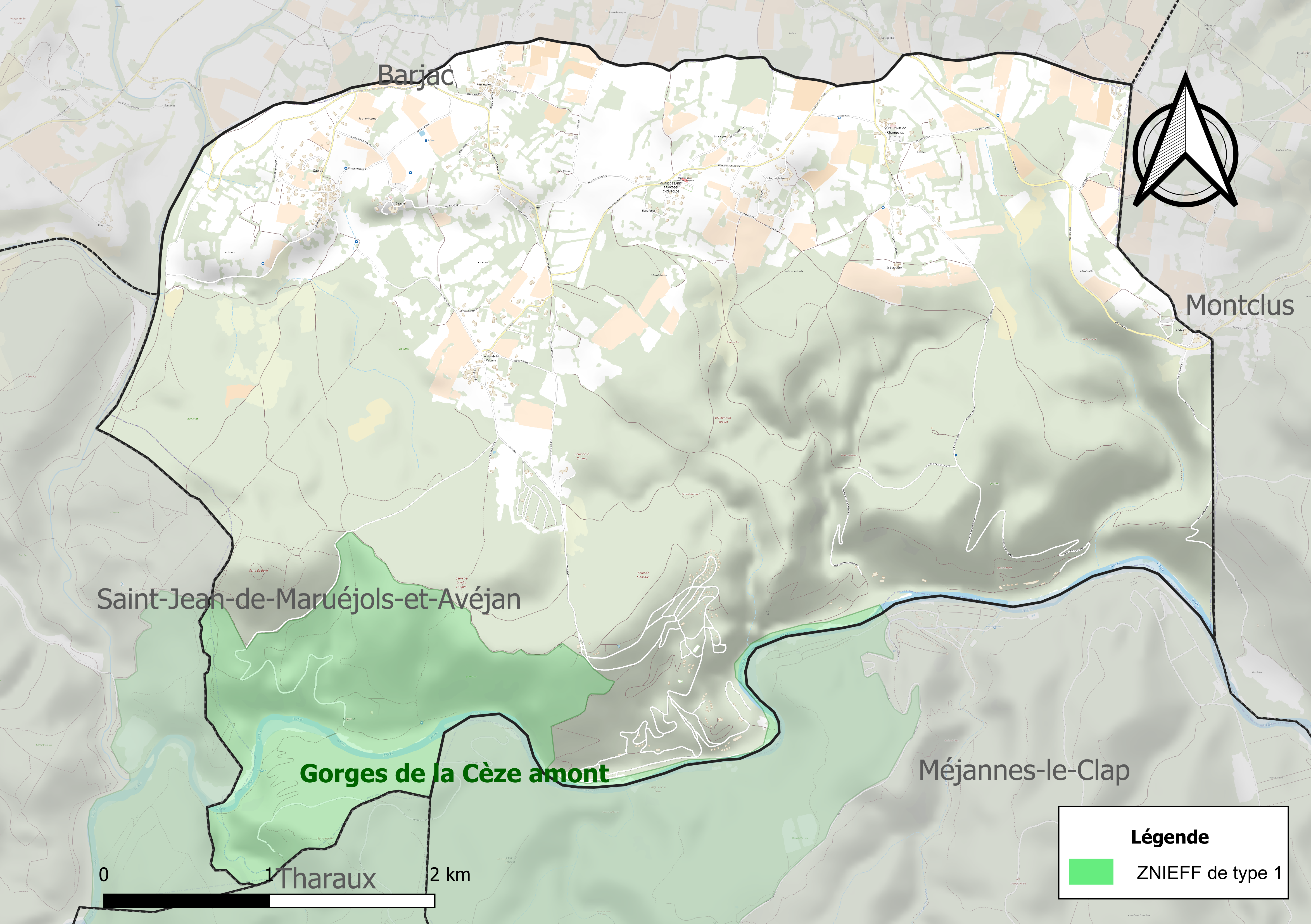
Carte de la ZNIEFF de type 1 sur la commune.
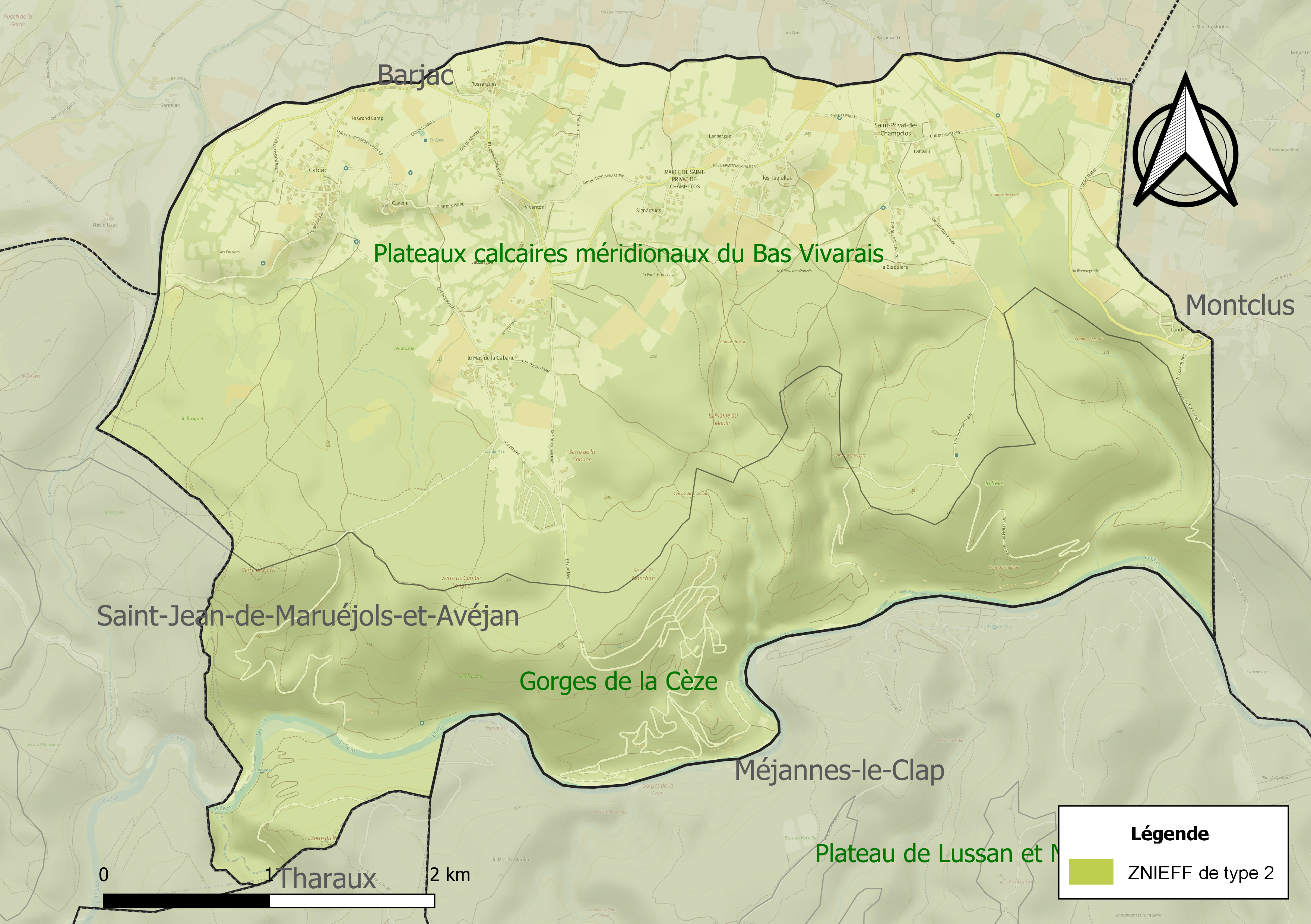
Carte des ZNIEFF de type 2 sur la commune.

## Urbanisme

### Typologie
Au 1er janvier 2024, Saint-Privat-de-Champclos est catégorisée commune rurale à habitat dispersé, selon la nouvelle grille communale de densité à sept niveaux définie par l'Insee en 2022.
Elle est située hors unité urbaine et hors attraction des villes,.

### Occupation des sols
L'occupation des sols de la commune, telle qu'elle ressort de la base de données européenne d’occupation biophysique des sols Corine Land Cover (CLC), est marquée par l'importance des forêts et milieux semi-naturels (71,8 % en 2018), une proportion sensiblement équivalente à celle de 1990 (72,6 %). La répartition détaillée en 2018 est la suivante : 
forêts (61,3 %), cultures permanentes (19,9 %), milieux à végétation arbustive et/ou herbacée (10,5 %), zones agricoles hétérogènes (8,3 %). L'évolution de l’occupation des sols de la commune et de ses infrastructures peut être observée sur les différentes représentations cartographiques du territoire : la carte de Cassini (XVIIIe siècle), la carte d'état-major (1820-1866) et les cartes ou photos aériennes de l'IGN pour la période actuelle (1950 à aujourd'hui).

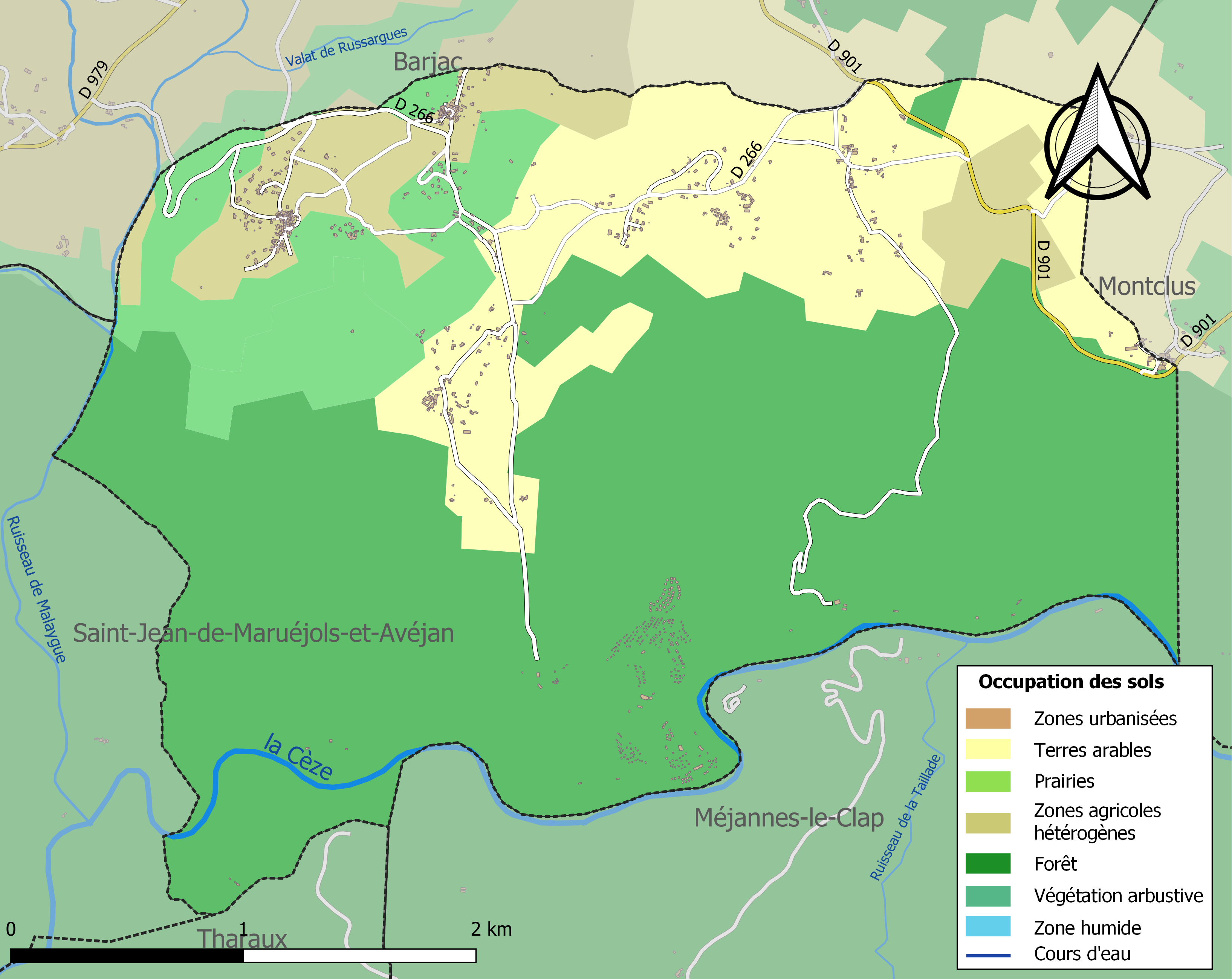
Carte des infrastructures et de l'occupation des sols de la commune en 2018 (CLC).

### Risques majeurs
Le territoire de la commune de Saint-Privat-de-Champclos est vulnérable à différents aléas naturels : météorologiques (tempête, orage, neige, grand froid, canicule ou sécheresse), inondations, feux de forêts et séisme (sismicité modérée). Il est également exposé à un risque technologique, la rupture d'un barrage, et à un risque particulier : le risque de radon. Un site publié par le BRGM permet d'évaluer simplement et rapidement les risques d'un bien localisé soit par son adresse soit par le numéro de sa parcelle.

#### Risques naturels
Certaines parties du territoire communal sont susceptibles d’être affectées par le risque d’inondation par débordement de cours d'eau et par une crue torrentielle ou à montée rapide de cours d'eau, notamment la Cèze et le ruisseau de Roméjac. La commune a été reconnue en état de catastrophe naturelle au titre des dommages causés par les inondations et coulées de boue survenues en 1982, 1983, 1993, 1994, 1998, 2002 et 2018,.

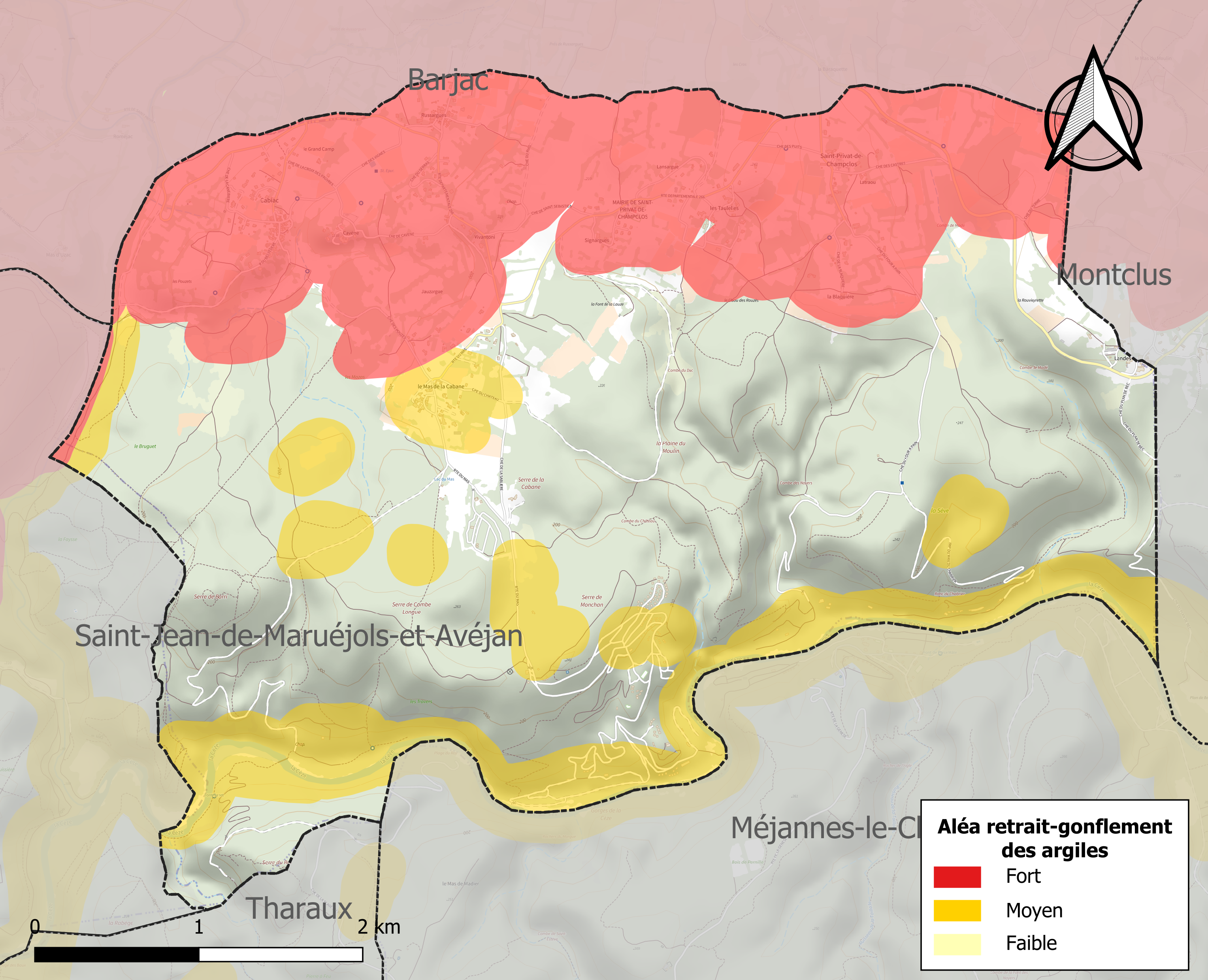
Carte des zones d'aléa retrait-gonflement des sols argileux de Saint-Privat-de-Champclos.

Le retrait-gonflement des sols argileux est susceptible d'engendrer des dommages importants aux bâtiments en cas d’alternance de périodes de sécheresse et de pluie. 47,3 % de la superficie communale est en aléa moyen ou fort (67,5 % au niveau départemental et 48,5 % au niveau national). Sur les 261 bâtiments dénombrés sur la commune en 2019, 251 sont en aléa moyen ou fort, soit 96 %, à comparer aux 90 % au niveau départemental et 54 % au niveau national. Une cartographie de l'exposition du territoire national au retrait gonflement des sols argileux est disponible sur le site du BRGM,.
Par ailleurs, afin de mieux appréhender le risque d’affaissement de terrain, l'inventaire national des cavités souterraines permet de localiser celles situées sur la commune.
Concernant les mouvements de terrains, la commune a été reconnue en état de catastrophe naturelle au titre des dommages causés par la sécheresse en 2017 et par des mouvements de terrain en 1983.

#### Risques technologiques
La commune est en outre située en aval du barrage de Sénéchas, un ouvrage de classe A doté d'un PPI. À ce titre elle est susceptible d’être touchée par l’onde de submersion consécutive à la rupture de cet ouvrage.

#### Risque particulier
Dans plusieurs parties du territoire national, le radon, accumulé dans certains logements ou autres locaux, peut constituer une source significative d’exposition de la population aux rayonnements ionisants. Certaines communes du département sont concernées par le risque radon à un niveau plus ou moins élevé. Selon la classification de 2018, la commune de Saint-Privat-de-Champclos est classée en zone 2, à savoir zone à potentiel radon faible mais sur lesquelles des facteurs géologiques particuliers peuvent faciliter le transfert du radon vers les bâtiments.

## Histoire
Le nom de la commune vient de champs clos (champs + clos = Champclos).
La commune est riche d'un passé historique et préhistorique dont les découvertes sont présentées au musée du Colombier d'Alès.
Les ruines du château médiéval des ducs de Bannes présentent de l'intérêt. À l'origine, le village s'est développé grâce au château qui était une place forte protégeant le secteur et grâce à la proximité immédiate du village de Barjac, importante cité fortifiée au Moyen Âge.
Le village compte deux églises ainsi que deux chapelles. L'ermitage de Saint-Ferréol est une chapelle de style roman. C'était le lieu de prière et de méditation d'une petite communauté de deux à trois ermites de l'ordre des frères mendiants.
Au cours de la Révolution française, la commune porte provisoirement le nom de Champclos.
Les capitelles sont des cabanes en pierre sèche à voûte d'encorbellement qui servaient d'abris aux paysans pour serrer le matériel agricole ou abriter l'âne. Il en existe une trentaine sur la commune. Une capitelle rénovée orne le Camping dit le Clos des Capitelles.
Dans les années 1950, on comptait un troupeau de près de 1 000 têtes. Aujourd'hui, il n'y a plus qu'une chèvrerie.

## Héraldique
| Blason de Saint-Privat-de-Champclos | Blason  | D'argent à la bande losangée d'or et de sable.   |
| Blason de Saint-Privat-de-Champclos | Détails | Le statut officiel du blason reste à déterminer. |

## Politique et administration

### Rattachements électoraux
Pour l'élection des députés, elle fait partie de la quatrième circonscription du Gard.

### Liste des maires
| Période                                  | Période  | Identité              | Étiquette | Qualité                           |
| ---------------------------------------- | -------- | --------------------- | --------- | --------------------------------- |
| mars 2001                                | 2014     | Bernard Raoux         | DVD       | Conseiller général de 1998 à 2004 |
| mars 2014                                | En cours | Jean-François Flandin | SE        | Agriculteur                       |
| Les données manquantes sont à compléter. |          |                       |           |                                   |

## Démographie
L'évolution du nombre d'habitants est connue à travers les recensements de la population effectués dans la commune depuis 1793. Pour les communes de moins de 10 000 habitants, une enquête de recensement portant sur toute la population est réalisée tous les cinq ans, les populations de référence des années intermédiaires étant quant à elles estimées par interpolation ou extrapolation. Pour la commune, le premier recensement exhaustif entrant dans le cadre du nouveau dispositif a été réalisé en 2008.

En 2022, la commune comptait 336 habitants, en évolution de −1,18 % par rapport à 2016 (Gard : +2,97 %, France hors Mayotte : +2,11 %).
| 1793 | 1800 | 1806 | 1821 | 1831 | 1836 | 1841 | 1846 | 1851 |
| ---- | ---- | ---- | ---- | ---- | ---- | ---- | ---- | ---- |
| 506  | 398  | 476  | 496  | 530  | 575  | 585  | 602  | 630  |

| 1856 | 1861 | 1866 | 1872 | 1876 | 1881 | 1886 | 1891 | 1896 |
| ---- | ---- | ---- | ---- | ---- | ---- | ---- | ---- | ---- |
| 622  | 608  | 579  | 540  | 525  | 492  | 480  | 424  | 403  |

| 1901 | 1906 | 1911 | 1921 | 1926 | 1931 | 1936 | 1946 | 1954 |
| ---- | ---- | ---- | ---- | ---- | ---- | ---- | ---- | ---- |
| 390  | 384  | 354  | 273  | 289  | 266  | 268  | 247  | 220  |

| 1962 | 1968 | 1975 | 1982 | 1990 | 1999 | 2006 | 2008 | 2013 |
| ---- | ---- | ---- | ---- | ---- | ---- | ---- | ---- | ---- |
| 210  | 173  | 173  | 189  | 212  | 203  | 282  | 305  | 336  |

| 2018 | 2022 | - | - | - | - | - | - | - |
| ---- | ---- | - | - | - | - | - | - | - |
| 347  | 336  | - | - | - | - | - | - | - |

La population locale est en forte augmentation ces dernières années, car le secteur est très attractif sur le plan touristique et de nombreux retraités viennent s'installer sur la commune.
De plus en plus de familles s'implantent sur le secteur alors que les parents travaillent entre 5 et 35 km de là.
En saison la population est estimée à 5 000 personnes.

## Culture locale et patrimoine

### Lieux et monuments
- Le château de Ferreyroles d'époque médiévale, se situe au cœur des gorges de la Cèze (équivalent des gorges de l'Ardèche voisines). Le château fut édifié sur un piton rocheux entre le XIIe et le XIIIe siècle, par les ducs de Bannes.
- Un moulin médiéval a été détruit au cours du XXe siècle.
- La commune est construite sur des collines calcaires ce qui explique la présence de nombreuses grottes et avens.
- Les bergers ont laissé dans le paysage des centaines de bories ou capitelles (abris).

Dans le hameau du Mas, il subsiste la maison du percepteur de taxes affilié au château.
Dans l'Antiquité, les Gallo-Romains érigèrent sur le point culminant de la commune un oppidum circulaire dont subsiste le mur d'enceinte.
- Enfin chaque hameau comprend un four à pain, ainsi que plusieurs puits et calvaires.

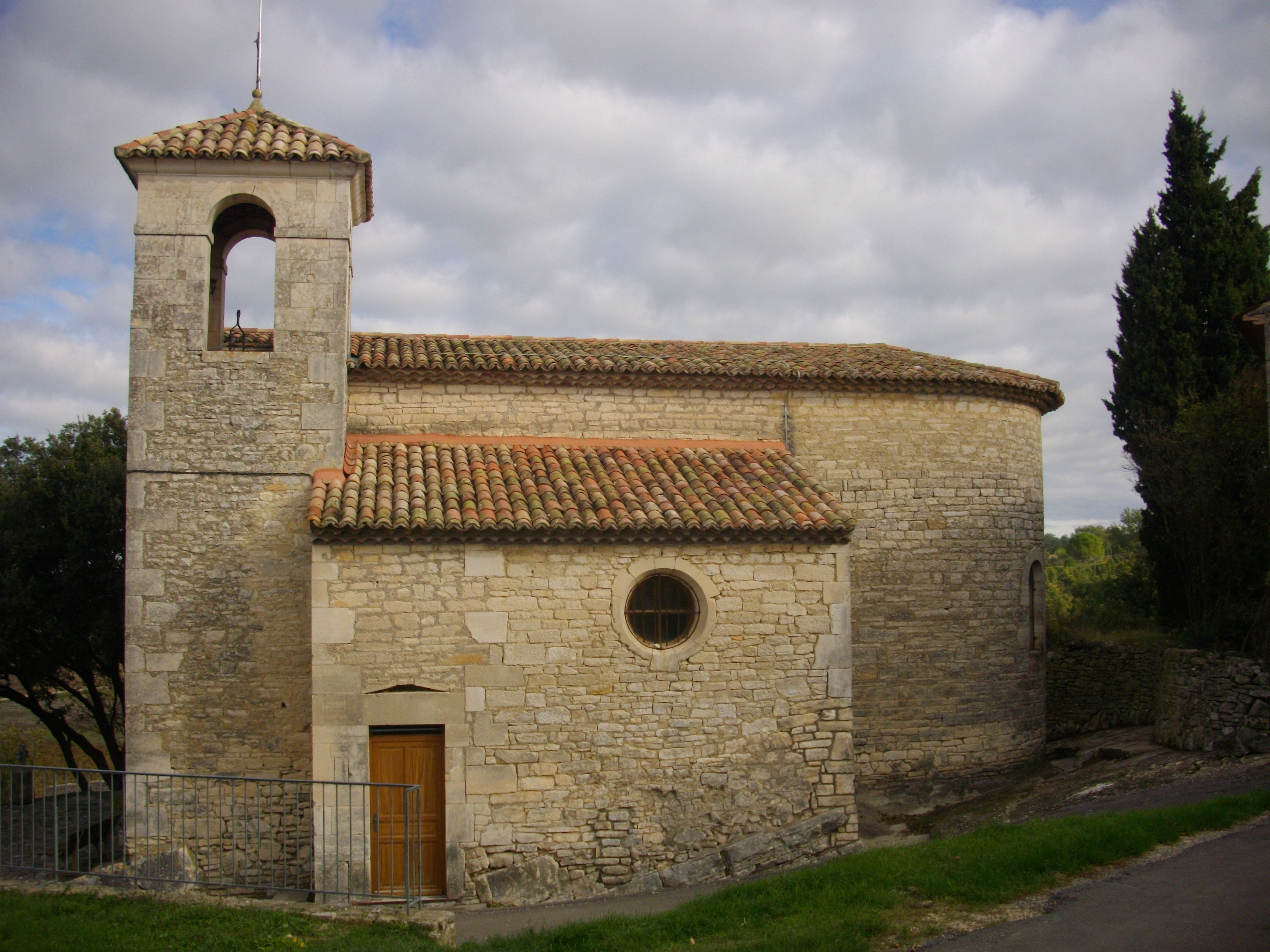
Église Notre-Dame-des-Lumières de Cavène

### Édifices religieux
Sur le plan religieux, la commune compte deux églises XVIIIe/XXe siècles, ainsi que trois chapelles et un ermitage +-XVIIe siècle, autour duquel des fouilles ont mis au jour des sarcophages.
- Église Saint-Privat de Saint-Privat-de-Champclos.
- Église Notre-Dame-des-Lumières de Cavène[29].
- Chapelle Saint-Sébastien de Vivantoni.
- Chapelle de Cabiac[30].
- Ermitage Saint-Ferréol (ancien monastère)[30].

## Économie

### Revenus
En 2018  (données Insee publiées en septembre 2021), la commune compte 146 ménages fiscaux, regroupant 304 personnes. La médiane du revenu disponible par unité de consommation est de 19 490 € (20 020 € dans le département).

### Emploi
|                | 2008   | 2013   | 2018  |
| -------------- | ------ | ------ | ----- |
| Commune        | 7,4 %  | 11,2 % | 9,3 % |
| Département    | 10,6 % | 12 %   | 12 %  |
| France entière | 8,3 %  | 10 %   | 10 %  |

En 2018, la population âgée de 15 à 64 ans s'élève à 193 personnes, parmi lesquelles on compte 67,4 % d'actifs (58 % ayant un emploi et 9,3 % de chômeurs) et 32,6 % d'inactifs,. Depuis 2008, le taux de chômage communal (au sens du recensement) des 15-64 ans est inférieur à celui de la France et du département.
La commune est hors attraction des villes,. Elle compte 58 emplois en 2018, contre 59 en 2013 et 49 en 2008. Le nombre d'actifs ayant un emploi résidant dans la commune est de 120, soit un indicateur de concentration d'emploi de 48,4 % et un taux d'activité parmi les 15 ans ou plus de 45,4 %.
Sur ces 120 actifs de 15 ans ou plus ayant un emploi, 39 travaillent dans la commune, soit 33 % des habitants. Pour se rendre au travail, 83,3 % des habitants utilisent un véhicule personnel ou de fonction à quatre roues, 2,5 % les transports en commun, 6,7 % s'y rendent en deux-roues, à vélo ou à pied et 7,5 % n'ont pas besoin de transport (travail au domicile).

### Activités hors agriculture

#### Secteurs d'activités
32 établissements sont implantés  à Saint-Privat-de-Champclos au 31 décembre 2019. Le tableau ci-dessous en détaille le nombre par secteur d'activité et compare les ratios avec ceux du département,.
| Secteur d'activité                                                                                        | Commune | Commune | Département |
| Secteur d'activité                                                                                        | Nombre  | %       | %           |
| --- | ------- | ------- | ----------- |
| Ensemble                                                                                                  | 32      |         |             |
| Industrie manufacturière, industries extractives et autres                                                | 1       | 3,1 %   | (7,9 %)     |
| Construction                                                                                              | 5       | 15,6 %  | (15,5 %)    |
| Commerce de gros et de détail, transports, hébergement et restauration                                    | 13      | 40,6 %  | (30 %)      |
| Activités immobilières                                                                                    | 4       | 12,5 %  | (4,1 %)     |
| Activités spécialisées, scientifiques et techniques et activités de services administratifs et de soutien | 3       | 9,4 %   | (14,9 %)    |
| Administration publique, enseignement, santé humaine et action sociale                                    | 2       | 6,3 %   | (13,5 %)    |
| Autres activités de services                                                                              | 4       | 12,5 %  | (8,8 %)     |

Le secteur du commerce de gros et de détail, des transports, de l'hébergement et de la restauration est prépondérant sur la commune puisqu'il représente 40,6 % du nombre total d'établissements de la commune (13 sur les 32 entreprises implantées  à Saint-Privat-de-Champclos), contre 30 % au niveau départemental.

### Tourisme
L'économie repose essentiellement sur le tourisme.
Bénéficiant d'un ensoleillement exceptionnel, Saint-Privat-de-Champclos s'est tourné résolument vers l'accueil d'un public estival avec l'installation de campings dans la tranquillité et la beauté sauvage des gorges de la Cèze ; nature encore vierge qu'il convient de protéger.
On compte de nombreux musées dont le Haribo, le musée de la préhistoire et le musée de la grotte Chauvet.
Pour les amateurs de musique, il y a le festival de la Chanson de Parole berse à Barjac pendant la moitié de juillet, la fête de la Lavande, les marchés bio, nocturnes, artisanaux ont lieu tous les jours en saison. Et pour les chineurs, la foire aux antiquités et à la brocante a lieu deux fois par année (Pâques et 15 août).
Un cinéma et une médiathèque sont à la disposition des touristes.
L'office de tourisme présente un large choix d'activités possibles dans le canton.
- Pour l'accueil des vacanciers : 4 campings dont 2 naturistes, 1 Parc Résidentiel de Loisirs ouvert à l'année et un libertin[31]. ainsi qu'un hôtel[32] et 16 gîtes ruraux et meublés de tourisme[33]

### Agriculture
|               | 1988 | 2000 | 2010 | 2020 |
| ------------- | ---- | ---- | ---- | ---- |
| Exploitations | 78   | 29   | 13   | 6    |
| SAU (ha)      | 676  | 646  | 712  | 124  |

La commune est dans le Bas-Vivarais, une petite région agricole occupant une petite frange nord du département du Gard. En 2020, l'orientation technico-économique de l'agriculture  sur la commune est la viticulture. Six exploitations agricoles ayant leur siège dans la commune sont dénombrées lors du recensement agricole de 2020 (78 en 1988). La superficie agricole utilisée est de 124 ha,,.

### Ressources agricoles
L'agriculture est diversifiée mais la lavande et les vignobles des Côtes-du-vivarais (AOC) concentrent la majorité de la surface cultivée.
- Cultures sur la commune :
  - Lavande
  - Blé dur
  - Olivier
  - Vigne
  - Colza
  - Abricotier
  - Tournesol
  - Sorgo
  - Orge
  - Chêne truffier

### Commerces
On compte un menuisier, un plombier et un électricien, une entreprise de maçonnerie et deux restaurants.

### Personnalités liées à la commune
- Gérard Victor, comédien.
- Stéphane Sarrazin, pilote de rallye (champion de France).
- Jofroi, auteur, chanteur, compositeur.